# Dominio de Ogi
Dominio de Ogi (小城藩 Ogi-han?)  fue un dominio japonés durante el período Edo. Está asociado con la provincia de Hizen en la actual prefectura de Saga en la isla de Kyūshū.
En el sistema de Han, Ogi era una abstracción política y económica basada en encuestas catastrales periódicas y rendimientos agrícolas proyectados. En otras palabras, el dominio se definió en términos de kokudaka, no área de tierra. Esto era diferente del feudalismo de Occidente. 

## Historia

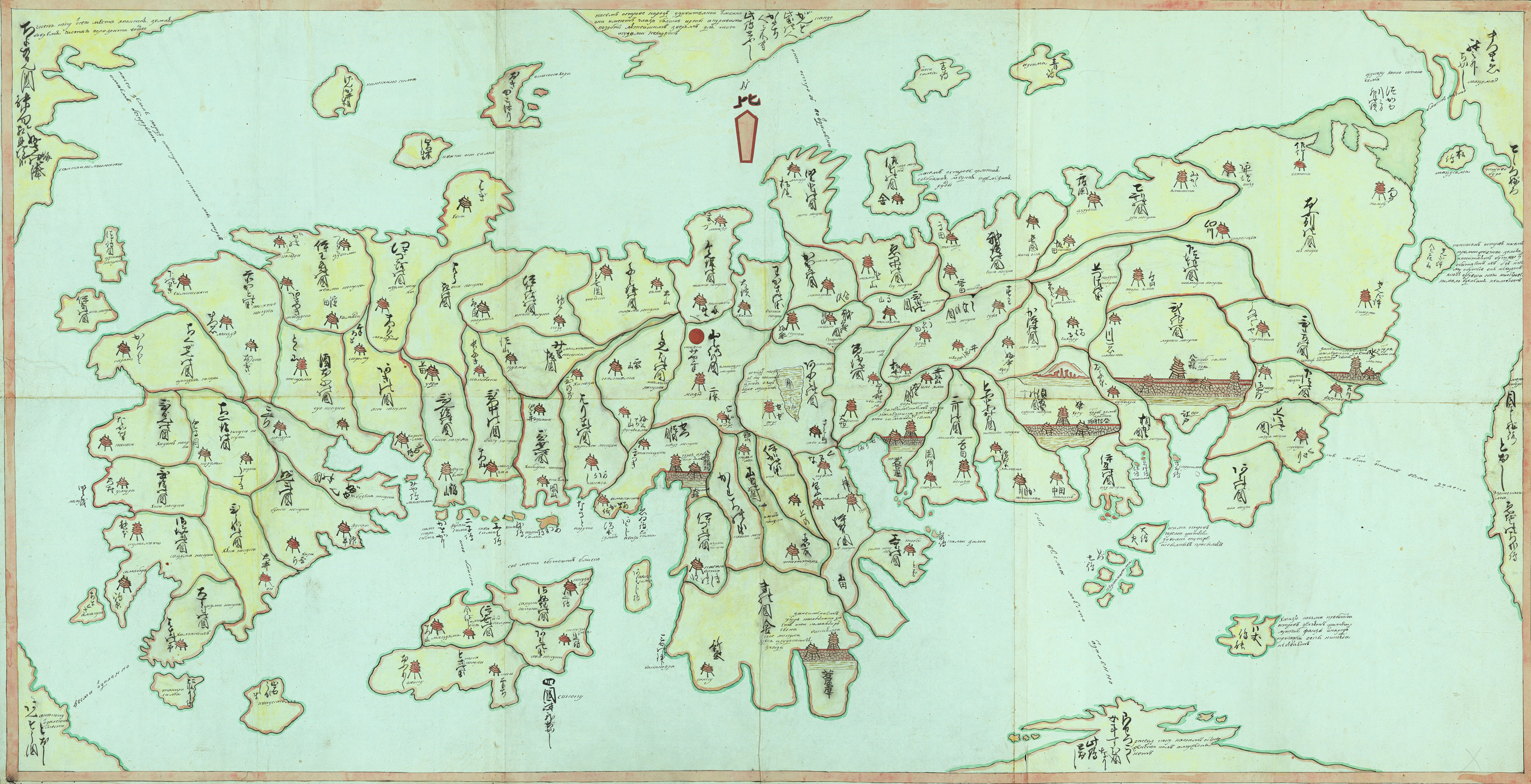
Mapa de Japón, 1789 - el sistema Han afectó la cartografía

Dominio de Ogi fue originalmente un subdominio del Dominio de Saga, fundado en 1642 para Nabeshima Motoshige, el hijo mayor del primer daimyo del Dominio de Saga, Nabeshima Katsushige. Aunque Motoshige era el hijo mayor, su medio hermano menor, Nabeshima Tadanao, cuya madre era hija de shōgun Tokugawa Ieyasu, lo desplazó en la línea de sucesión para Dominio de Saga. 
A Motoshige se le asignaron 73 000 koku, y también se desempeñó como asesor de shōgun Tokugawa Iemitsu. Su hijo Nabeshima Naoyoshi se convirtió en el segundo daimyō de Ogi y construyó una casa fortificada (jin'ya) para ser la sede del dominio en lo que ahora es la ciudad de Ogi. Su hijo, Nabeshima Mototake subió a posiciones altas dentro del shogunato Tokugawa bajo shōgun Tokugawa Tsunayoshi; sin embargo, desde su momento en adelante, la situación financiera del dominio era muy severa y estaba al borde de la bancarrota, lo que hizo que las relaciones con la línea principal en Dominio de Saga se volvieran cada vez más tensas. 
Durante el tiempo de Nabeshima Naotaka, el Dominio de Ogi fue finalmente reconocido como un dominio independiente que reportaba directamente al Shōgunate, y se le otorgó permiso para erigir un castillo; sin embargo, el dominio carecía de las finanzas para hacerlo. 
La Guerra Boshin de la Restauración Meiji, Nabeshima Naotora, el 11º y último Daimyo, apoyó a la Alianza Satchō, llamada a dirigir las fuerzas de Ogi contra los remanentes Tokugawa en Akita en el norte de Japón. Por su lealtad al emperador Meiji y sus esfuerzos en la guerra, los ingresos del dominio Ogi fueron recaudados por 5 000 koku adicionales en agosto de 1869. Sin embargo, esta recompensa fue solo nominal, ya que con la abolición del sistema Han menos de dos años después, en 1871,  Dominio de Ogi se convirtió en parte de la nueva Prefectura de Saga. 
Nabeshima Naotora y sus herederos obtuvieron el título de vizconde (shishaku) bajo la nobleza kazoku. 

## Lista dedaimyōs
Los daimyō hereditarios eran jefes del clan y jefes del dominio. 
- Clan Nabeshima, 1635–1868 (tozama; 52 000 koku)[4]

|    | Nombre                         | Tenencia  | Título de cortesía | Rango de la corte          | Ingresos    |
| -- | ------------------------------ | --------- | ------------------ | -------------------------- | ----------- |
| 1  | Nabeshima Motoshige (鍋島元茂) | 1642–1654 | Kii-no-kami        | Quinto inferior (従五位下) | 73 000 koku |
| 2  | Nabeshima Naoyoshi (鍋島直能)  | 1654–1679 | Kaga-no-kami       | Quinto inferior (従五位下) | 73 000 koku |
| 3  | Nabeshima Mototake (鍋島元武)  | 1679–1713 | Kii-no-kami        | Quinto inferior (従五位下) | 73 000 koku |
| 4  | Nabeshima Motonobu (鍋島元延)  | 1713–1714 | Kaga-no-kami       | Quinto inferior (従五位下) | 73 000 koku |
| 5  | Nabeshima Naohide (鍋島直英)   | 1714–1744 | Kaga-no-kami       | Quinto inferior (従五位下) | 73 000 koku |
| 6  | Nabeshima Naokazu (鍋島直員)   | 1744–1764 | Kii-no-kami        | Quinto inferior (従五位下) | 73 000 koku |
| 7  | Nabeshima Naomasu (鍋島直愈)   | 1764–1794 | Kaga-no-kami       | Quinto inferior (従五位下) | 73 000 koku |
| 8  | Nabeshima Naotomo (鍋島直知)   | 1794–1804 | Kii-no-kami        | Quinto inferior (従五位下) | 73 000 koku |
| 9  | Nabeshima Naotaka (鍋島直堯)   | 1804–1850 | Kii-no-kami        | Quinto inferior (従五位下) | 73 000 koku |
| 10 | Nabeshima Naosuke (鍋島直亮)   | 1850–1864 | Kaga-no-kami       | Quinto inferior (従五位下) | 73 000 koku |
| 11 | Nabeshima Naotora (鍋島直虎)   | 1864–1871 | Kii-no-kami        | Quinto inferior (従五位下) | 73 000 koku |

## Geografía
Las tierras del Dominio de Ogi estaban en el Distrito de Ogi y partes del Distrito de Saga y el Distrito de Matsuura en la Prefectura de Saga. 